# 鍵結斷裂
鍵結斷裂，或簡稱斷裂，是指分子在解离過程中的化学键分裂。分子經過鍵結斷裂後，產生兩個或兩個以上的產物。
鍵結斷裂有2種形式：均勻斷裂（homolytic cleavage）和非均勻斷裂（heterolytic cleavage），取決於斷裂過程中電子的分配狀況。 σ鍵的三重態和單重態激發能可用來判斷斷裂的結果是均勻或是非均勻的。 但金屬間的σ鍵的激發能並不遵循上述的判斷法則，因為它具有非常高的激發能。
某些情况下，鍵結斷裂需要催化剂的協助。例如：C−H键有較高的解離能，约 100 kcal/mol（420 kJ/mol），將碳原子和氫原子解離需要大量的能量，所以需要使用催化劑。

## 均勻斷裂

均勻斷裂

均勻斷裂 (homolysis) —又稱為均勻分裂—過程中，共價鍵上的2個電子會平均分配到生成物上，並產生2個自由基，所以這個過程又可稱為自由基式分裂（radical fission）。均勻斷裂所需要的能量稱為解離能，可作為測量鍵結強度的一種方式。
σ鍵的三重態激發能就是均勻斷裂的解離能，但因為三重態電子之間的斥力，可能使該鍵結實際的激發能高於解離能。

## 非均勻斷裂

异裂分裂

非均勻斷裂（heterolysis）—又稱為非均勻分裂—過程中，共價鍵上的2個電子會一同保留在其中1個生成物上。換句話說，一個生成物將額外獲得1個電子，而另一個產物失去1個電子，共產生2個離子，所以此過程又可稱為離子式分裂 （ionic fission）。
σ鍵的單重態激發能就是非均勻斷裂所需的能量，但因為2個離子之間的靜電吸引（庫倫力）作用，因此實際的單重態激發能可能低於所需的解離能。例如：儘管Si–Si的鍵結強度（80kJ/mol）比C–C的還要高（70kJ/mol），Si–Si σ鍵的單重態激發能還是比C–C σ鍵的單重態激發能低，因為矽相較於碳有更高的電子親和力和較低的游離能。
非均勻斷裂會自然地發生在含有配位基—電子提供者—和過渡金屬—具有空的電子軌道—的化學反應中。

## 開環作用

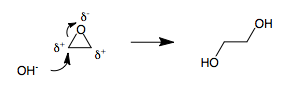
環氧化物開環作用

開環作用中，裂解後的分子仍然是一個單體。 儘管鍵結斷裂，但分子仍然有其他部分連接在一起。例如，環氧化物的環可以經由一個極性C−H鍵的非均勻斷裂而成為非環狀結構單體。

## 應用
生物化学上，分解代谢藉由分裂大分子内部的鍵結以將其裂解。 能夠催化鍵結斷裂的酵素稱作裂解酶，但如果該酵素是透過水解反應或氧化還原反應催化時，則分別稱作水解酶和氧化还原酶。
蛋白體学上，裂解試劑可用來把蛋白質切成更小的胜肽，以利於蛋白質體分析。 常見的裂解試劑有溴化氰、胃蛋白酶和胰蛋白酶。

## 参阅
- 异裂
- 均裂